# Морс
Морс (њем. Moers) град је у њемачкој савезној држави Северна Рајна-Вестфалија. Једно је од 12 општинских средишта округа Везел. Према процјени из 2010. у граду је живјело 106.645 становника. Посједује регионалну шифру (AGS) 5170024, NUTS (DEA1F) и LOCODE (DE MOS) код.

## Географски и демографски подаци
Морс се налази у савезној држави Северна Рајна-Вестфалија у округу Везел. Град се налази на надморској висини од 30 метара. Површина општине износи 67,7 km². У самом граду је, према процјени из 2010. године, живјело 106.645 становника. Просјечна густина становништва износи 1.575 становника/km².

## Међународна сарадња
| Мјесто      | Држава               | Врста сарадње | Од    |
| ----------- | -------------------- | ------------- | ----- |
| Ла Тринидад | Никарагва            | партнерство   | 1989. |
| Рамла       | Израел               | партнерство   | 1987. |
| Ноусли      | Уједињено Краљевство | партнерство   | 1980. |
|             | Француска            | партнерство   | 1966. |
| Бапом       | Француска            | партнерство   | 1974. |
| Извор       |                      |               |       |